# Verordnung (EU) 2021/821 (Dual-Use)
Die Verordnung (EU) 2021/821 des Europäischen Parlaments und des Rates vom 20. Mai 2021 über eine Unionsregelung für die Kontrolle der Ausfuhr, der Vermittlung, der technischen Unterstützung der Durchfuhr und der Verbringung betreffend Güter mit doppeltem Verwendungszweck des Europäischen Parlaments und des Rates vom 20. Mai 2021 ist eine Gemeinschaftsregelung der Europäischen Gemeinschaft zu Genehmigungspflichten bei der Ausfuhr von Gütern und Technologien, die einen doppelten Verwendungszweck (englisch Dual-Use) sowohl im militärischen wie im zivilen Bereich besitzen.
Sie legt Vorschriften für die gesamte Europäische Union (EU) zur Einfuhrkontrolle, Vermittlung, der technischen Unterstützung, der Durchfuhr und der Verbringung betreffend Güter mit doppeltem Verwendungszweck fest. Mit Inkrafttreten dieser Verordnung wird die Verordnung (EG) Nr. 428/2009 (Dual Use) aufgehoben, da diese Verordnung mehrfach und erheblich geändert wurde. Für Anträge auf Erteilung einer Ausfuhrgenehmigung, die vor dem 9. September 2021 gestellt wurden, gelten jedoch weiterhin die einschlägigen Bestimmungen der Verordnung (EG) Nr. 428/2009.
Die Verordnung wurde am 11. November 2021 in einigen Punkten berichtigt.
Wie bei EU-Richtlinien und EU-Verordnungen üblich, werden die einzuhaltenden Maßnahmen in Anhängen spezifiziert. Die Dual-Use-Verordnung hat zwar nur 32 Artikel, ist aber mit über 400 Seiten (PDF) in den Anhängen, bezüglich der Werkstoffe, Dienstleistungen und Technologien, sehr komplex.

## Internationale Zusammenarbeit
Güter und Technologien mit doppeltem Verwendungszweck erfüllen viele zivile Bedürfnisse. Sie können aber auch für die Verteidigung, den Nachrichtendienst und die Strafverfolgung eingesetzt werden. Um ein international einheitliches System zu etablieren und nachvollziehbar zu gestalten, steht das EU-System im Einklang mit den internationalen Vorschriften und Verpflichtungen, die mit den folgenden Beteiligten eingegangen wurden:
- der Australischen Gruppe[3]
- dem Trägertechnologie-Kontrollregime[4]
- der Nuclear Suppliers Group[5]
- dem Wassenaar-Arrangement über Ausfuhrkontrollen für konventionelle Waffen sowie Güter und Technologien mit doppeltem Verwendungszweck[6]
- dem Chemiewaffen-Übereinkommen[7]

## Güter mit doppeltem Verwendungszweck
In Anhang I der Verordnung sind, basierend auf international vereinbarten Kontrollen, die Güter mit doppeltem Verwendungszweck aufgeführt, die eine Ausfuhrgenehmigung erfordern. Alle in diesem Anhang genannten Güter benötigen eine Ausfuhrgenehmigung. Die erteilten Genehmigungen gelten im gesamten Zollgebiet der Union. Die Liste der Güter mit doppeltem Verwendungszweck wird regelmäßig überarbeitet. Zu den Gütern mit doppeltem Verwendungszweck gehören:
- kerntechnische Materialien, Anlagen und Ausrüstung;
- besondere Werkstoffe und Materialien und zugehörige Ausrüstung;
- Werkstoffbearbeitung;
- Elektronik;
- Computer;
- Telekommunikation und „Informationssicherheit“;
- Sensoren und Laser;
- Luftfahrtelektronik und Navigation;
- Meeres- und Schiffstechnik;
- Luftfahrt, Raumfahrt und Antriebssysteme.

### Andere Güter mit doppeltem Verwendungszweck
Andere Güter mit doppeltem Verwendungszweck, einschließlich damit verbundener Vermittlungstätigkeiten oder technischer Unterstützung, bedürfen einer Ausfuhrgenehmigung, wenn sie vollständig oder teilweise für Folgendes bestimmt sind:
- chemische, biologische oder Kernwaffen;
- militärische Zwecke in Ländern, gegen die ein Waffenembargo verhängt wurde;
- Bestandteile von militärischen Gütern, die bereits ohne die erforderliche Genehmigung durch einen Mitgliedstaat der EU ausgeführt wurden.

### Güter die nicht im Anhang I aufgeführt sind
Auch die Ausfuhr von Gütern mit doppeltem Verwendungszweck, die nicht in Anhang I aufgeführt sind, ist genehmigungspflichtig, wenn der Ausführer von der zuständigen Behörde davon unterrichtet worden ist, dass die betreffenden Güter ganz oder teilweise bestimmt sind oder bestimmt sein. Die Kriterien sind in den Artikeln 4, 5, 9 oder 10 genannt.
In Artikel 17 wird der Kommission die Befugnis übertragen, gemäß Artikel 18 delegierte Rechtsakte zu erlassen, um die Listen von Gütern mit doppeltem Verwendungszweck in den Anhängen I und IV zu ändern.

## Genehmigungen
Die Verordnung sieht hauptsächlich fünf Arten von Genehmigungen vor. Allgemeine Ausfuhrgenehmigungen der EU gelten unter bestimmten Bedingungen für bestimmte Bestimmungsziele. Nationale allgemeine Ausfuhrgenehmigungen werden von den Mitgliedstaaten erteilt, soweit sie mit den bestehenden allgemeinen Ausfuhrgenehmigungen der EU übereinstimmen. Einzel- und Globalausfuhrgenehmigungen. Diese werden von den nationalen Behörden für bis zu zwei Jahre an einen Ausführer ausgegeben. Genehmigungen für Großprojekte sind für einen bestimmten Ausführer für eine Art oder Kategorie von Gütern mit doppeltem Verwendungszweck erteilte Einzelausfuhrgenehmigung oder Globalausfuhrgenehmigung, die für die Ausfuhr zu einem oder mehreren genau bestimmten Endverwendern in ein oder mehrere genau festgelegte Nicht-EU-Länder zum Zweck der Durchführung eines genau bestimmten Großprojekts gültig sein kann.

## Zollverfahren
Der Ausführer ist für die Erledigung der Zollformalitäten verantwortlich:

„Bei der Erledigung der Zollformalitäten für die Ausfuhr von Gütern mit doppeltem Verwendungszweck bei der für die Bearbeitung der Ausfuhranmeldung zuständigen Zollstelle erbringt der Ausführer den Nachweis, dass die erforderliche Ausfuhrgenehmigung eingeholt worden ist.“

Vom Ausführer kann eine Übersetzung aller Belege in eine Amtssprache des Mitgliedstaats verlangt werden, in dem die Ausfuhranmeldung vorgelegt wird.

## Kontrollmaßnahmen
Die Ausführer von Gütern mit doppeltem Verwendungszweck führen entsprechend den geltenden einzelstaatlichen Rechtsvorschriften oder Gepflogenheiten des betreffenden Mitgliedstaats ausführliche Register oder Aufzeichnungen über ihre Ausfuhren (Artikel 27). Dies sind:
- Rechnungen,
- Ladungsverzeichnisse,
- Beförderungspapiere,
- Versandpapiere.

Damit soll sich Folgendes feststellen lassen:
- eine Beschreibung der Güter mit doppeltem Verwendungszweck,
- die Menge dieser Güter mit doppeltem Verwendungszweck,
- Name und Anschrift des Ausführers und des Empfängers,
- soweit bekannt, die Endverwendung und der Endverwender der Güter mit doppeltem Verwendungszweck.

Diese Papiere müssen mindestens drei Jahre lang aufbewahrt werden und der zuständigen Behörde des Mitgliedstaats, aus dem diese Güter verbracht wurden, auf Verlangen vorzulegen.

## Sanktionen
Bezüglich der Sanktionen für andere Länder und damit des Exportverbotes, unterhält die EU eine Karte der EU-Sanktionen. Die EU-Sanktionskarte enthält umfassende Einzelheiten zu allen EU-Sanktionsregelungen und den entsprechenden Rechtsakten, einschließlich der vom Sicherheitsrat der Vereinten Nationen erlassenen und auf EU-Ebene umgesetzten Regelungen.